# 世耕弘一
世耕 弘一（せこう こういち、1893年〈明治26年〉3月30日 - 1965年〈昭和40年〉4月27日）は日本の教育者・政治家。衆議院議員（8期）、経済企画庁長官（第2次岸内閣）、学校法人近畿大学理事長などを歴任した。位階は従三位。

## 来歴・人物
和歌山県東牟婁郡敷屋村（現・新宮市）に中農・世耕佐七の五男として生まれる。一旦は材木店に丁稚奉公をするが、その後苦学して1918年専門学校入学者検定試験に合格、日本大学予科に入学。1923年、日本大学法文学部卒業。日大の政治経済海外研究員としてベルリン大学に5年間留学。帰国後の1931年に日本大学教授。1944年に日大と関係の深い大阪専門学校の校長と大阪理工科大学長に就任。学制改革に伴い、大阪専門学校と大阪理工科大学が合併し近畿大学となると初代の総長及び理事長に就任した。
また、1932年に故郷の和歌山県から第18回衆議院議員総選挙に立候補し当選、その後幾度かの落選をしながらも通算で23年間にわたって衆議院議員を務めた。戦前は立憲政友会に所属し、戦後は自由党の結成に参加した。1947年3月の衆議院決算委員会で「日銀の地下倉庫に隠退蔵物資のダイヤモンドがあり、密かに売買されている」と発言。隠退蔵物資事件を暴露する。この軍需品払下問題にからむ大規模な詐欺横領事件は経済問題から保守政党の党費にからむ政治問題になった。
日銀の地下倉庫の隠退蔵物資が、その後も密かに運用され、俗にM資金と呼ばれるとの噂が絶えなかった。またこの噂を利用して多くの詐欺事件も発生した。
1948年、政治資金に関する問題で衆議院不当財産取引調査特別委員会に証人喚問された。
第2次岸内閣で経済企画庁長官を務めた。1965年4月27日死去。享年72。墓所は多磨霊園。鈴木改造内閣で自治大臣と国家公安委員会委員長を務めた世耕政隆（近畿大学2代目総長・理事長）は弘一の長男、元近畿大学理事長（3代目）の世耕弘昭は弘一の次男である。元経済産業大臣（22・23代）で、近畿大学理事長（4・6代目）の世耕弘成は孫（弘昭の長男、政隆の甥）にあたる。

## 親族
- 世耕弘一 - 近畿大学理事長、衆議院議員（和歌山）。
  - 長男世耕政隆 - 近畿大学第2代理事長、医学博士、元参議院・衆議院議員、元自治大臣。
  - 次男世耕克己(1928年生[2])
  - 三男世耕弘昭 - 近畿大学第3代理事長、私立大学通信教育協会会長。
    - 世耕弘成 - 近畿大学第4・6代理事長、衆議院議員、元参議院議員、元経済産業大臣。
    - （婚族）林久美子 - 旧民進党所属の元参議院議員。

## 関連書籍
- 近藤登 『近畿大学発展史』 近大産業会館出版部、1998年